# Němňuga
Němňuga (rusky Немнюга) je řeka v Archangelské oblasti v Rusku. Je dlouhá 201 km. Plocha povodí měří 3630 km².

## Průběh toku
Protéká bažinatou nížinou. Ústí zprava do Kuloje v povodí Bílého moře.

## Vodní režim
Zdrojem vody jsou převážně sněhové srážky. Průměrný roční průtok vody ve vzdálenosti 35 km od ústí činí 26 m³/s.